# The Fable of Elvira and Farina and the Meal Ticket
The Fable of Elvira and Farina and the Meal Ticket è un cortometraggio muto del 1915 diretto da Richard Foster Baker. Il soggetto è tratto da una storia di George Ade.

## Trama
Elvira, una neo-ricca, decide di partirsene per l'Europa per un Grand Tour, insieme alla figlia Farina. La ragazza è stata chiamata così dalla madre che ha scelto il nome prendendolo da un libro di cucina. Mentre il padre accumula denaro, le due ritornano dal viaggio: sono diventate due signore piene di spocchia, che vestono alla moda e il cui fine, adesso, è quello di riuscire a essere accettate dalla buona società.

## Produzione
Prodotto dalla Essanay Film Manufacturing Company, il film - un cortometraggio a una bobina - aveva tra gli interpreti anche Gloria Swanson con il nome Gloria Mae.

## Distribuzione
Distribuito dalla General Film Company, il film uscì in sala il 3 febbraio 1915.